# Logone-et-Chari

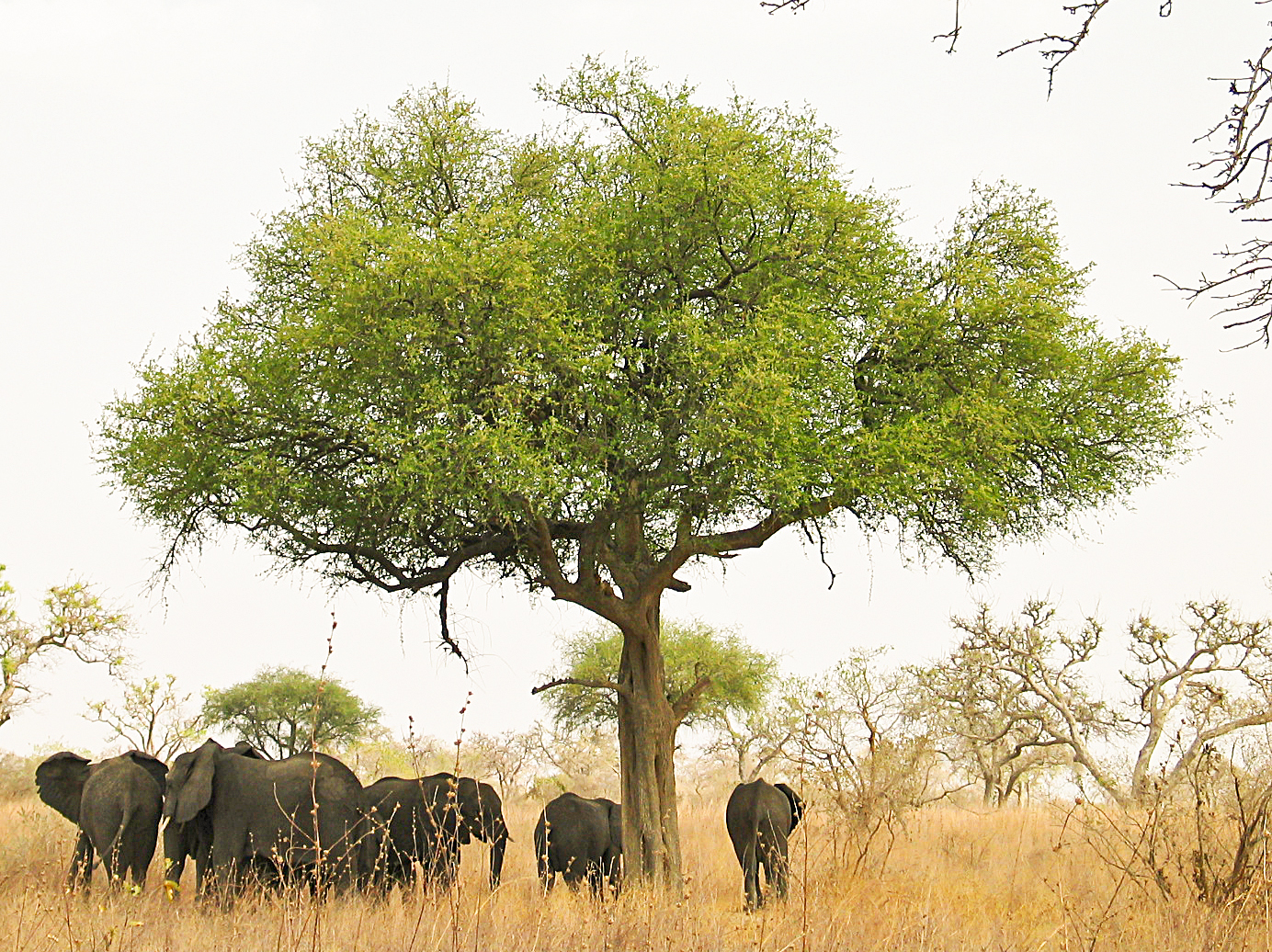
Het Nationaal Park Waza gelegen in Logone-et-Chari

Logone-et-Chari is een departement in Kameroen, gelegen in de regio Extrême-Nord. De hoofdstad van het departement heet Kousséri. De totale oppervlakte bedraagt 12 133 km². Er wonen 486 997 mensen in Logone-et-Chari.

## Districten
Logone-et-Chari is onderverdeeld in tien districten:
- Blangoua
- Darak
- Fotokol
- Goulfey
- Hile-Alifa
- Kousséri
- Logone-Birni
- Makary
- Waza
- Zina